# 全力挑戦!すとぷりnoりみっと -苺学園放送部-
『全力挑戦!すとぷりnoりみっと -苺学園放送部-』（ぜんりょくちょうせん すとぷり のーりみっと いちごがくえんほうそうぶ）は、TBSテレビで2024年5月8日（7日深夜）から2025年3月26日（25日深夜）まで放送されていたバーチャルバラエティ番組。

## 概要
テレビ東京系列で放送されていた前番組（すとぷりのHewe!We!GO!!→すとぷりくえすとっ）ではメンバーのうち莉犬、るぅと、さとみ、ころんの4人が出演していたが、当番組ではジェル、ななもり。も含めた6人全員が出演していた。
開始から半年間（2024年10月23日（22日深夜）放送まで）はすとぷり全員参加の景品または罰ゲームを賭けた勝負形式だった。放送半年を機にリニューアルし、企画ごとにメンバー数人での出演になった。また、第30回（同年11月27日（26日深夜）放送）に番組初の実写ロケが行われ以降はスタジオ収録も実写になった。
地上波の放送はTBSテレビのみの関東ローカルだが、TBS FREE・TVer・U-NEXTでのネット配信のほか、月1回TBSチャンネル1で同月の放送分にCSオリジナルコーナーを加えた拡大版「1か月おまとめ版&おまけ付き」が放送されていた。

## 出演者

### キャスト
- すとぷり（莉犬、るぅと、さとみ、ころん、ジェル、ななもり。）

### 進行
- 熱血ボスうさ：平子祐希（アルコ&ピース）※第29回まではキャラクターボイス、第30回から顔出し出演

### コーナー出演
- 宮田俊哉（Kis-My-Ft2） / 新グループ誕生プロジェクト見届け人 - 第10回から第41回

## ゲスト
企画に合った各ジャンルのスペシャリスト。池田まではモニター越しの出演。天野からはすとぷりの実写化に伴い、すとぷりと共演になった。
- 第1、2回：井上貴博 / 『Nスタ』メインキャスター
- 第3、4回：山口晏平 / ジャパンメモリーリーグ2022,2023チャンピオン
- 第6、7回：裂固 / ラッパー
- 第8、9回：宮田俊哉（Kis-My-Ft2） / アイドル
- 第11、12回：原口あきまさ / ものまねタレント
- 第13 - 15回：品川ヒロシ / 映画監督
- 第16、17回：酒井健太（アルコ&ピース） / ラジオパーソナリティ
- 第18、19回：永野 / 配信王芸人
- 第20、21回：KAƵMA（しずる） / 漢の中の漢芸人
- 第22、23回：梶裕貴 /声優
- 第24、25回：池田直人（レインボー） / 人間観察のプロ
- 第30、31回：天野ひろゆき（キャイ〜ン） / 料理好き芸人
- 第32、33回：高岸宏行（ティモンディ） / 応援

## スタッフ
- 構成 - カツオ
- ナレーション - 齋藤慎太郎（TBSアナウンサー）
- 技術協力 - e-naスタジオ、INDUSTRIES
- 編集 - 山下達也、渡邉智
- MA - 船木優
- 音効 - 齋藤資典
- 宣伝 - 萩野谷剛、宮井隆之、木村涼乃
- 編成 ‐ 森岡梢
- TK - 常藤直子
- 配信 - 長谷川舞
- プロジェクトメンバー - 久我雄三、瀧田知美、森山まひる、中島菜緒、宮野治彦（STPR）、軽部正耶（STPR）、西谷大蔵（STPR）、北出凛太郎（STPR）、時山竣（STPR）、井上裕樹（STPR）
- 企画・プロデュース - 柏原真人
- 製作総指揮 - ななもり。
- AD - 釣英、大島菜々
- AP - 大谷真弓
- ディレクター - 柴田大輔、廣岡淳也、佐藤裕貴、山田拓実、大平朋佳、砂口茉耶
- 総合演出 - 白井秀知（Kimika）
- プロデューサー - 渡辺匠、竹中優介、辰馬成拓
- 制作協力 - STPR、株式会社Kimika
- 製作著作 - TBS